# Кадео
Кадео (итал. Cadeo) — коммуна в Италии, располагается в регионе Эмилия-Романья, подчиняется административному центру Пьяченца.
Население составляет 5601 человек (на 2004 год), плотность населения составляет 144 чел./км². Занимает площадь 38 км². Почтовый индекс — 29010. Телефонный код — 0523.